# Isolierstoffklasse
Eine Isolierstoffklasse charakterisiert bzw. spezifiziert Isolierstoffe (z. B. Isolierlacke von Kupferlackdraht, die Nutenisolation von Elektromotoren oder die Lagenisolation von Transformatoren) hinsichtlich ihrer maximalen Einsatztemperatur. In elektrischen Bauteilen können hohe Temperaturen auftreten, die die Isolation beeinträchtigen oder zerstören. Die Isolierstoffe werden gemäß ihrer Hitzebeständigkeit in thermische Klassen mit verschiedenen Grenztemperaturen eingeteilt. Diese dürfen im Betrieb nicht dauerhaft überschritten werden. Die Werte müssen unterhalb der Schmelz- oder Zersetzungstemperatur liegen, aber auch niedrig genug sein, um ein Versagen aufgrund thermischer Alterung während der Lebensdauer des Bauteiles auszuschließen.  
Die Isolierstoffklassen sind in DIN EN 60085 festgelegt:

| thermische Klasse in °C | Buchstaben- bezeichnung |
| ----------------------- | ----------------------- |
| 90                      | Y                       |
| 105                     | A                       |
| 120                     | E                       |
| 130                     | B                       |
| 155                     | F                       |
| 180                     | H                       |
| 200                     | N                       |
| 220                     | R                       |
| 250                     | -                       |

Alle Temperaturen größer als 180 °C wurden früher in Isolierstoffklasse C zusammengefasst. Die Klassen beziehen sich sowohl auf einzelne elektrische Isoliermaterialien (EIM), als auch auf elektrische Isoliersysteme (EIS), die sich aus mehreren Materialien zusammensetzen. Ein Isoliersystem und die Materialien, aus denen es besteht, müssen nicht zwangsweise dieselbe Isolierstoffklasse aufweisen. So kann z. B. ein Material durch die Schutzwirkung eines umhüllenden Stoffes wie Gießharz eine höhere Klasse als ohne Umhüllung aufweisen. 
Die Isolierstoffklassen dürfen nicht als typische Werkstoffkennwerte, sondern eher als Vergleichswerte betrachtet werden. Grundsätzlich verschlechtern sich die Eigenschaften eines Isolierstoffes mit steigender Temperatur, z. B. weil die Erweichungstemperatur überschritten wird. Weiterhin altert das Material unter Temperatureinfluss, d. h. die Eigenschaften nehmen mit der Zeit weiter ab. Die Alterungsgeschwindigkeit wird nach der Arrhenius-Gleichung von der Temperatur bestimmt. Deswegen hängt die Zuordnung eines Materials oder Systems immer davon ab,
1. welche Anforderungen an den Isolierstoff gestellt werden, d. h., wie stark Durchschlagfestigkeit, Biegefestigkeit usw. absinken können, bis man mit einem Versagen des Isolierstoffes bzw. Bauteiles rechnen muss;
2. welche Lebensdauer von dem Produkt erwartet wird.

Dasselbe Material bzw. System kann deshalb für unterschiedliche Anwendungszwecke unterschiedliche Isolierstoffklassen erfüllen. Die Klassifizierung muss aufgrund von Betriebserfahrung und Vergleichsprüfungen mit bewährten Isolierstoffen erfolgen. Die genauen Anforderungen und Betriebstemperaturen sind in den einzelnen Produktnormen geklärt. So ist beispielsweise für einen Trockentransformator der Isolierstoffklasse 155 (F) im Nennbetrieb eine mittlere Wicklungstemperatur von 120 °C zulässig. Die Temperatur im heißesten Punkt der Wicklung darf im Nennbetrieb maximal 145 °C betragen, kurzfristig bis zu 180 °C.
In Elektromotoren für Industrieeinsatz sind die Klassen F und H üblich.
Thermoschalter, Thermosicherungen und Motorschutzschalter eines Motors oder Transformators sorgen dafür, dass die Grenztemperaturen nicht überschritten werden.